# هندوانه (نماد فلسطین)

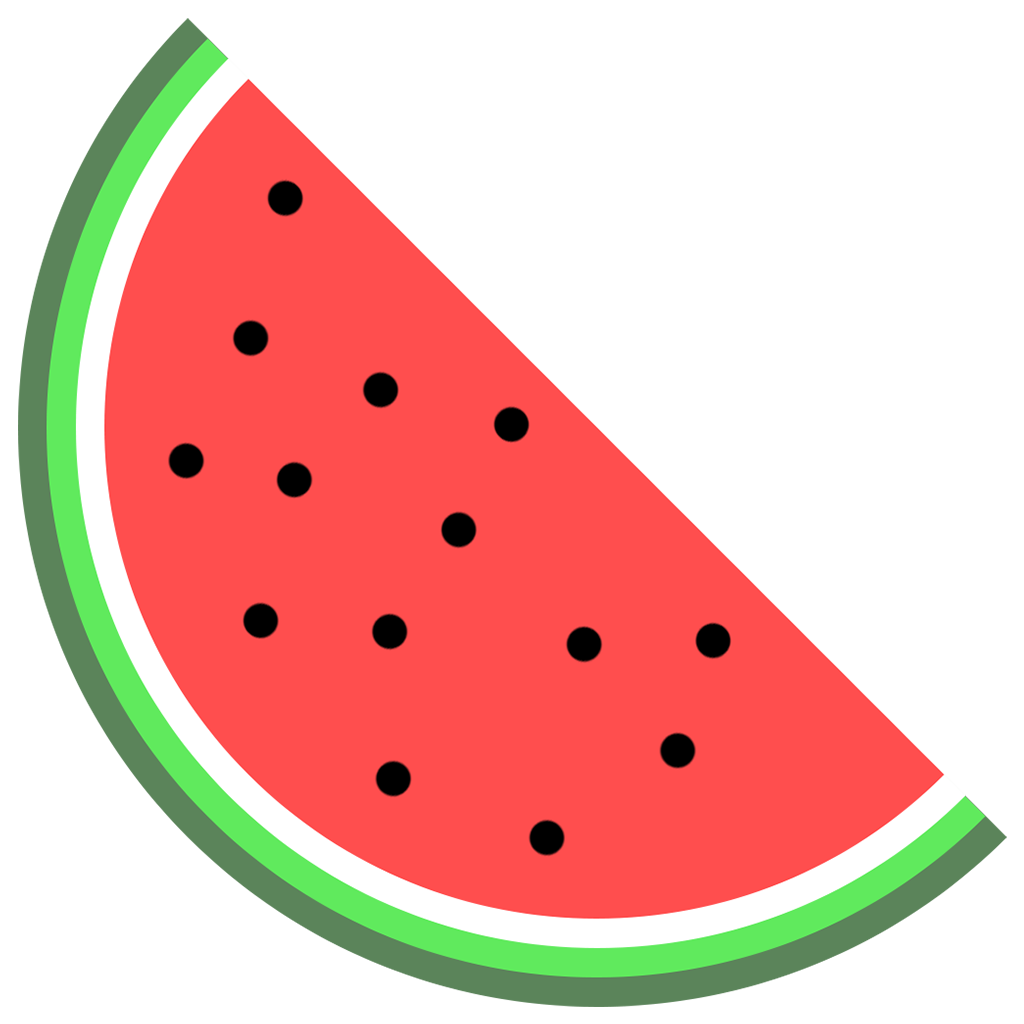
نماد هندوانه که اغلب به عنوان اموجی استفاده می‌شود (🍉)

هندوانه (به عربی: بطیخ) نمادی از بیان عمومی فلسطینیان در اعتراضات و آثار هنری است که نشان دهنده مبارزه علیه اشغال سرزمین‌های فلسطینی توسط اسرائیل است.

## ریشه‌ها
پرچم فلسطین که به رنگ‌های پان عربی قرمز، سبز، سفید و سیاه رنگ آمیزی شده، در شرایط خاصی در اسرائیل ممنوع شده بود، که باعث شد هندوانه که به‌طور محلی کشت می‌شود و رنگهای مشابهی دارد دهه‌ها در شمایل نگاری فلسطینی به عنوان جایگزین جای پرچم فلسطین را بگیرد. پس از جنگ شش روزه سال ۱۹۶۷، اسرائیل نمایش پرچم فلسطین و رنگ‌های آن را در نوار غزه و کرانه باختری ممنوع کرد و گفته می‌شد ارتش اسرائیل هر کسی را که پرچم فلسطین را به نمایش یگذارد دستگیر می‌کرده است.
در سال ۱۹۸۰، ارتش اسرائیل یک گالری هنری را در رام‌الله تعطیل کرد. به گفته برگزارکننده نمایشگاه، ارتش اسرائیل توضیح داد که قوانین فلسطینیان را از نمایش رنگ‌های قرمز، سبز، سیاه و سفید منع می‌کند و هندوانه نمونه ای از هنری است که قوانین ارتش اسرائیل را نقض می‌کند.

پرچم فلسطین، با هندوانه ای که جایگزین مثلث قرمز شده است

در سال ۱۹۹۳، به عنوان بخشی از پیمان‌های اسلو، اسرائیل ممنوعیت پرچم فلسطین را لغو کرد. در آن زمان، نیویورک تایمز ادعا کرد «مردان جوانی یک بار به دلیل حمل قاچ‌های هندوانه دستگیر شدند»، اما هنرمند فلسطینی، سلیمان منصور، صحت این ادعاها را مورد تردید قرار داده است. یکی از یادداشت‌های سردبیر بعدی به مقاله می‌گوید: «با توجه به ابهام وضعیت، تایمز یا باید حکایت را حذف می‌کرد یا توضیح می‌داد که این گزارش‌ها تأیید نبوده. » منصور یک گفتگوی اولیه دربارهٔ آن را به یاد می‌آورد، اما به یاد نمی‌آورد پیش از سال ۲۰۰۷ که خالد حورانی تصویری برای «اطلس ذهنی فلسطین» خلق کرد، هیچ گونه نماد هندوانه ای واقعاً مورد استفاده قرار گرفته باشد. از دیگر هنرمندانی که از هندوانه استفاده کرده‌اند می‌توان به سارا حاتحت، سامی بوخاری، آیه موبایدین و بیسان عرفات اشاره کرد.

## ظهور مجدد
در سال ۲۰۲۳، وزارت امنیت ملی اسرائیل، پرچم فلسطین را در اماکن عمومی ممنوع کرد. در پاسخ، بسیاری از اسرائیلی‌ها برچسب‌های هندوانه‌ای را با مضمون «این پرچم فلسطین نیست» به نمایش گذاشتند.
از زمان آغاز جنگ اسرائیل و حماس در سال ۲۰۲۳، نماد هندوانه دوباره محبوب شده است. افراد از آن استفاده می‌کنند و اغلب از شکلک‌های هندوانه (🍉) در پلتفرم‌های مختلف رسانه‌های اجتماعی برای نشان دادن حمایت از فلسطین استفاده می‌کنند. به ویژه، این نماد ممکن است برای دور زدن سانسور و ممنوعیت در سایه قراردادن در برخی از پلتفرم‌ها، و اجتناب از نمادهای آشکارتر مانند پرچم‌های فلسطین استفاده شود.

## نگارخانه

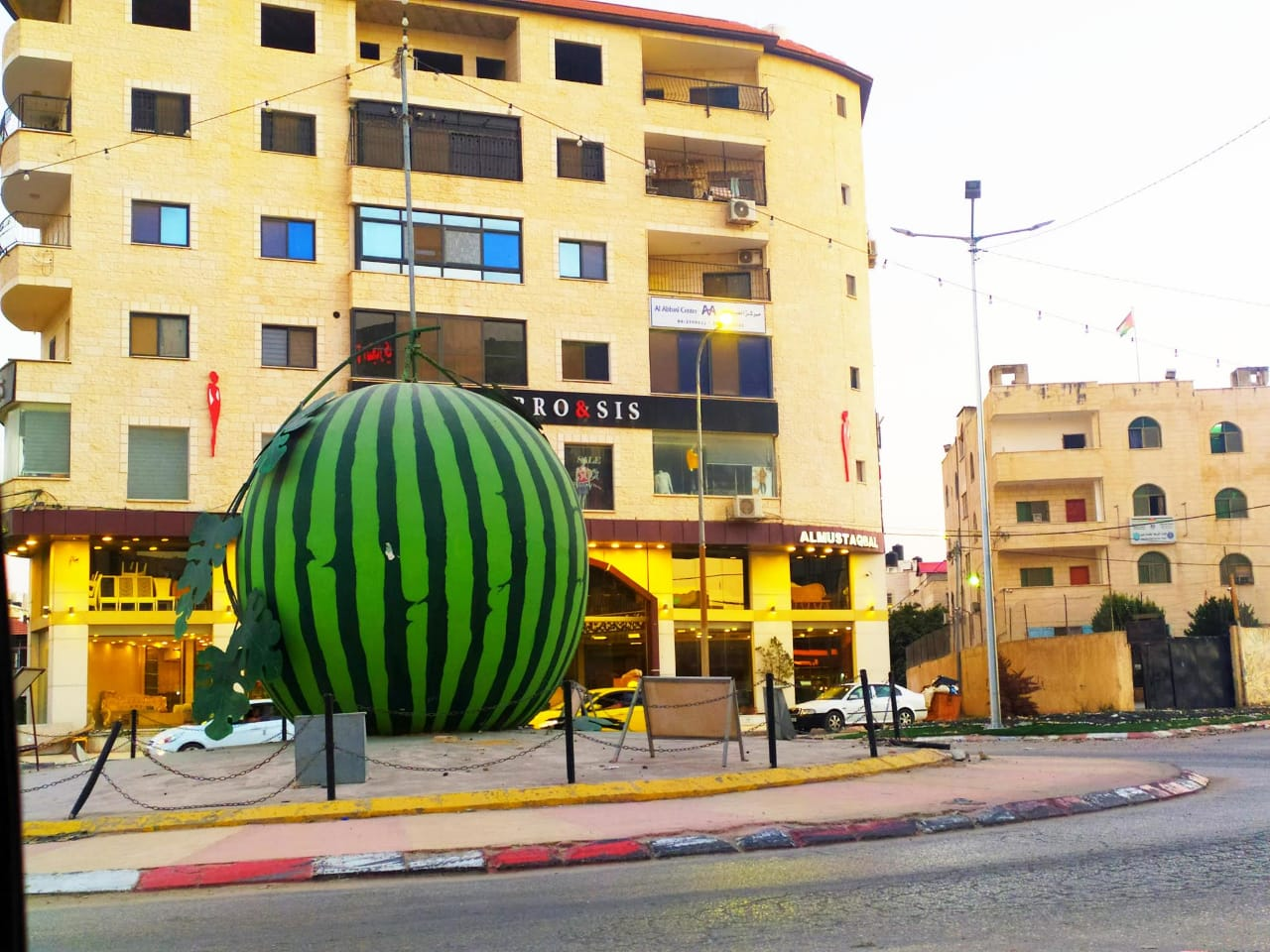
مجسمه هندوانه در یک میدان در جنین ، فلسطین (ژانویه ۲۰۲۱)
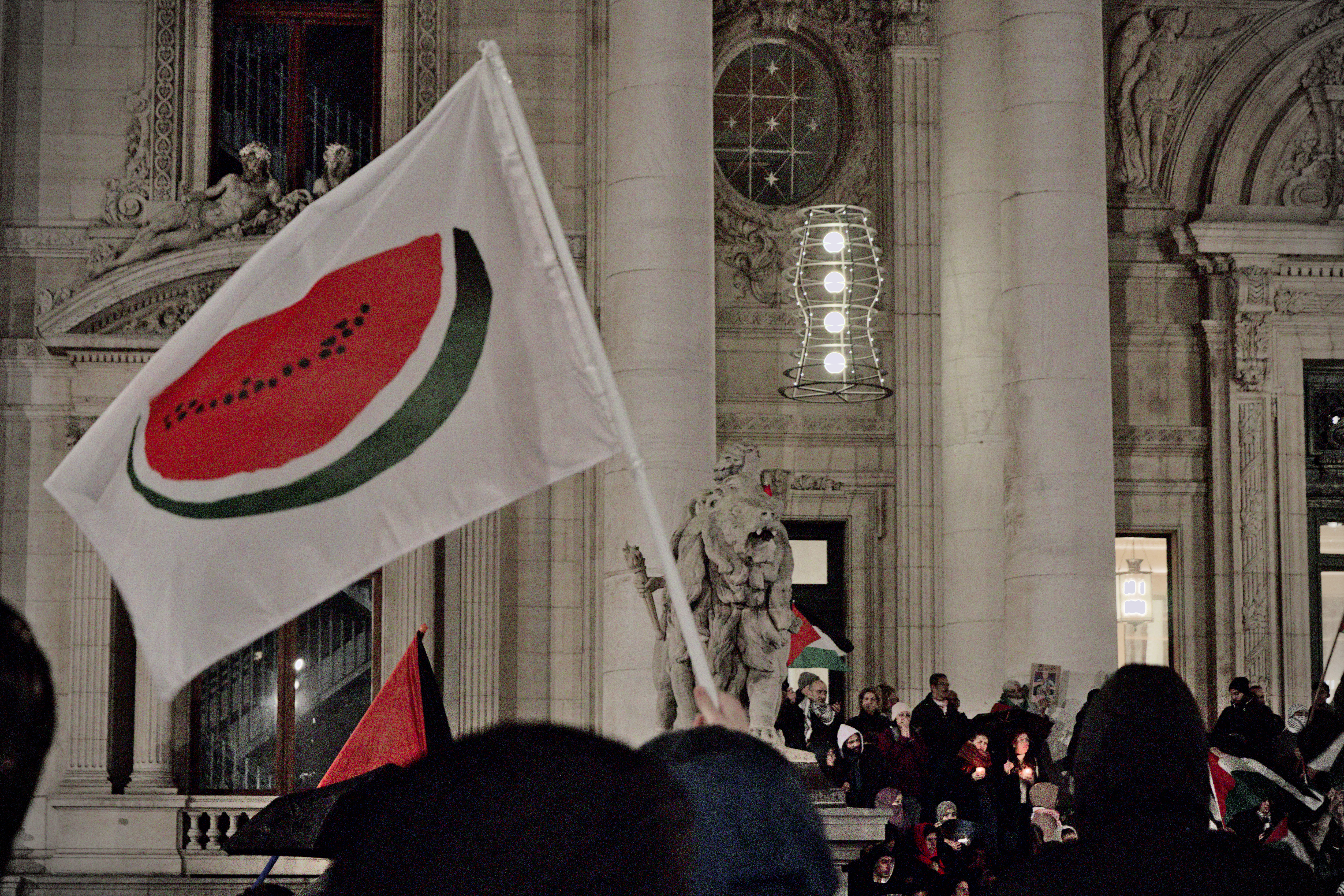
گردهمایی همبستگی برای فلسطین در بروکسل (۲۰۲۳)
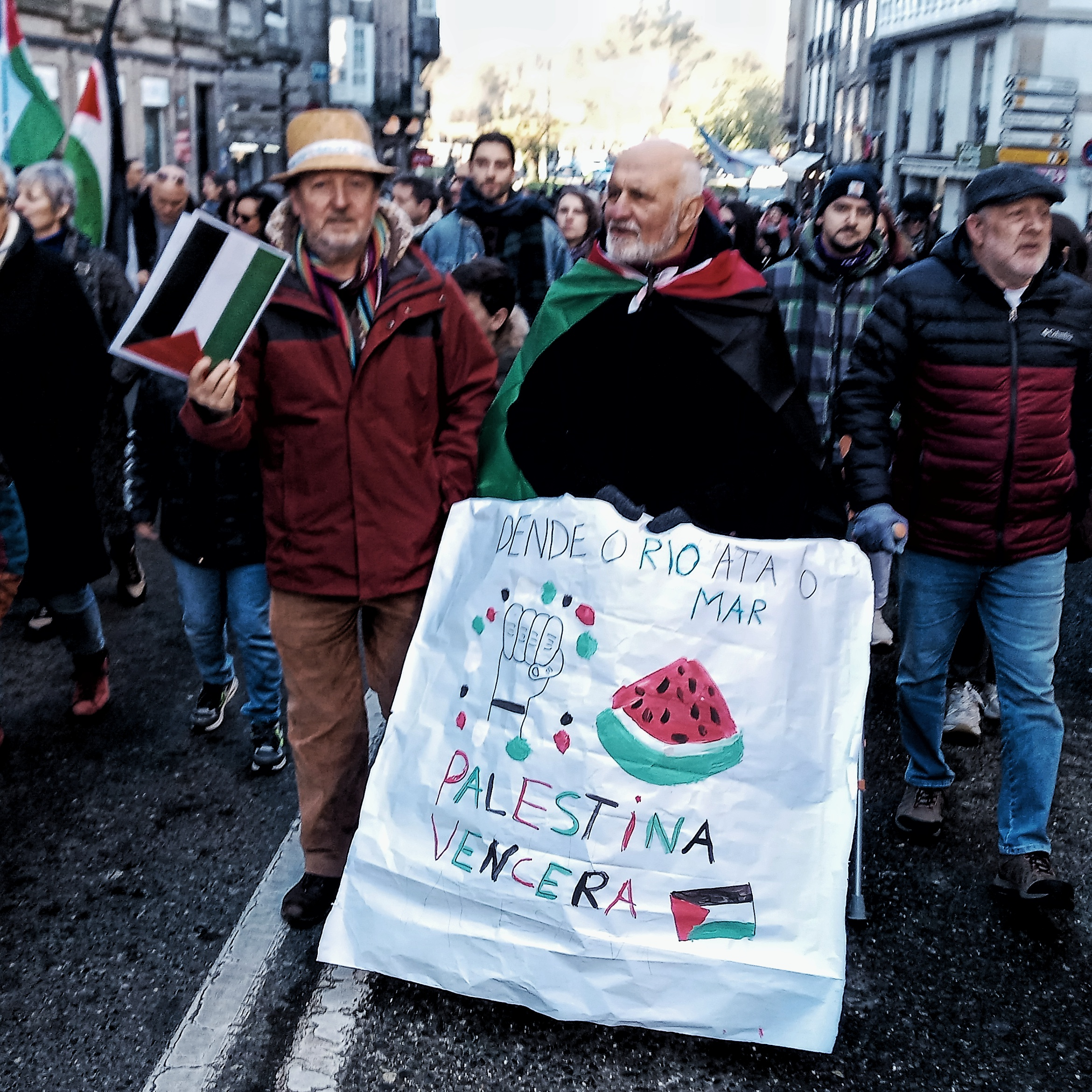
تظاهرات طرفداران فلسطین در سانتیاگو د کامپوستلا ، اسپانیا (۱۷ دسامبر ۲۰۲۳)
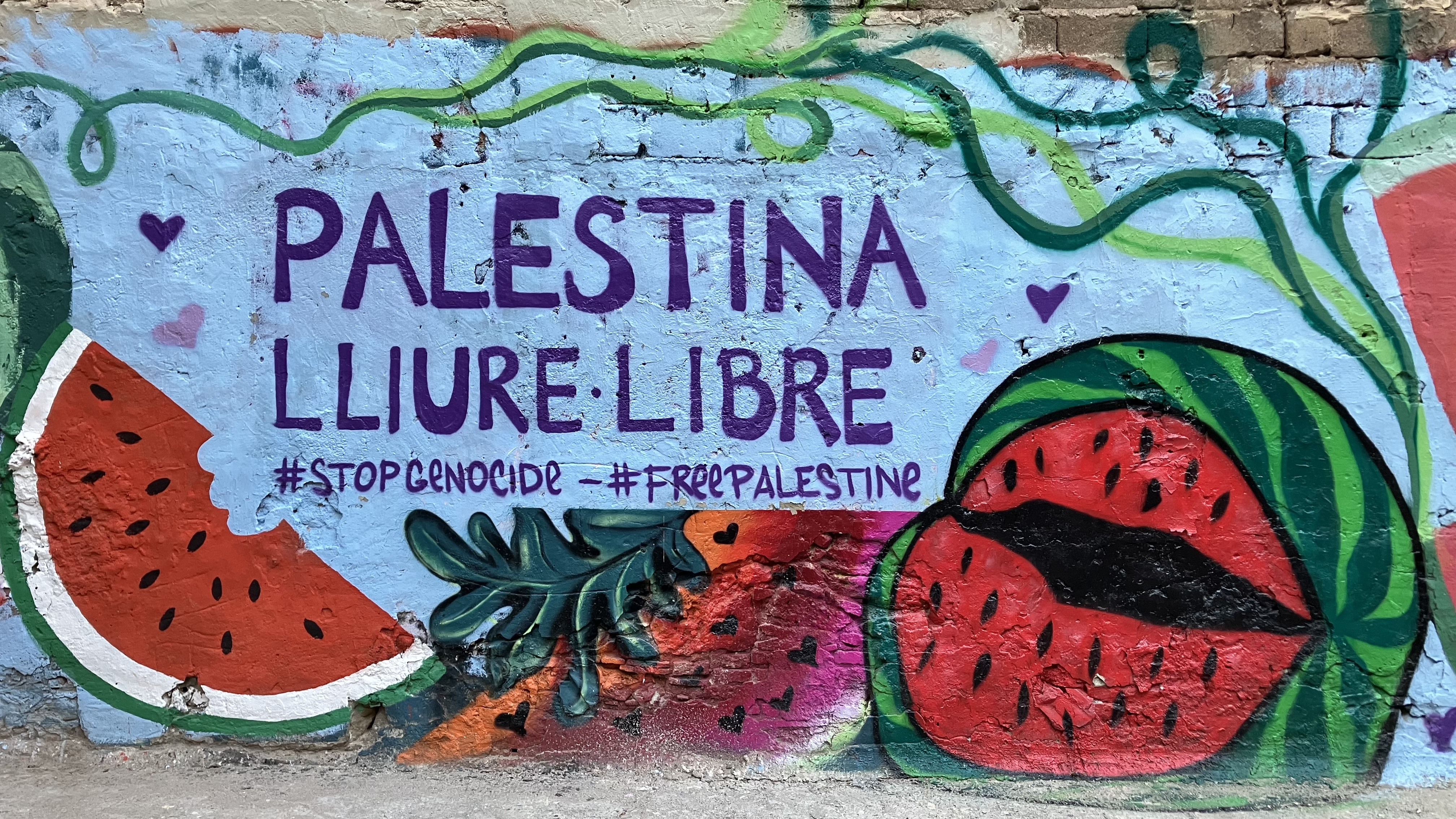
نقاشی دیواری روی دیواری در خیابانی در بارسلون